# ヘイズ郡 (ネブラスカ州)
ヘイズ郡 (英: Hayes County) はアメリカ合衆国ネブラスカ州に位置する郡である。2000年現在、人口は1,068人である。ここの郡庁所在地はヘイズセンターである。

## 地理
アメリカ合衆国統計局によると、この郡は総面積1,848 km2 (713 mi2) である。このうち1,847 km2 (713 mi2) が陸地で1 km2 (0 mi2) が水地域である。総面積の0.03%が水地域となっている。

### 隣接する郡
- フロンティア郡 (東)
- ヒッチコック郡 (南)
- ダンディ郡 (南西)
- チェイス郡 (西)
- パーキンズ郡 (北西)
- リンカーン郡 (北)

## 人口動勢

2000年国勢調査に基づくヘイズ郡の人口ピラミッド

2000年現在の国勢調査で、この郡は人口1,068人、430世帯、及び312家族が暮らしている。人口密度は1/km2 (2/mi2) である。0/km2 (1/mi2) の平均的な密度に526軒の住居が建っている。この郡の人種的構成は白人97.19%、アフリカン・アメリカン0.19%、先住民0.00%、アジア0.28%、太平洋諸島系0.00%、その他の人種1.78%、及び混血0.56%である。人口の2.53%がヒスパニックまたはラテン系である。
この郡内の住民は26.60%が18歳未満の未成年、18歳以上24歳以下が5.50%、25歳以上44歳以下が21.50%、45歳以上64歳以下が26.50%、及び65歳以上が19.90%にわたっている。中央値年齢は42歳である。女性100人ごとに対して男性は100.40人である。18歳以上の女性100人ごとに対して男性は102.60人である。
この郡の世帯ごとの平均的な収入は26,667米ドルであり、家族ごとの平均的な収入は31,125米ドルである。男性は19,211米ドルに対して女性は16,806米ドルの平均的な収入がある。この郡の一人当たりの収入 (per capita income) は14,099米ドルである。人口の18.40%及び家族の14.60%は貧困線以下である。全人口のうち18歳未満の26.20%及び65歳以上の12.90%は貧困線以下の生活を送っている。

## 村
- ハムレット (Hamlet)
- ヘイズセンター (Hayes Center)
- パリセード (Palisade) (一部)